# 国家小呼拉尔
小呼拉尔，或国家小呼拉尔，是蒙古人民共和国1924年至1951年，1990年至1992年的常设立法机构。
1924年，小呼拉尔最初有5位成员，由大呼拉尔选举产生，小呼拉尔主席实际上是国家元首，此外小呼拉尔还选举总理。1952年，小呼拉尔被废除。
1990年蒙古民主化后，再度成立国家小呼拉尔，由大呼拉尔选举产生的50名成员组成。主席拉德那苏木贝尔勒·贡其格道尔吉。1992年，国家小呼拉尔被废除，蒙古实行一院制。